# Franco Bergamin
Franco Bergamin CRL (* 15. September 1960 in Castelfranco del Veneto, Italien) ist ein römisch-katholischer Ordensgeistlicher und Generalabt der Augustiner-Chorherren vom Lateran.

## Leben
Franco Bergamin stammte aus Castelfranco Veneto bei Treviso. Er trat der Ordensgemeinschaft der Augustiner-Chorherren vom Lateran bei und legte am 4. Oktober 1980 seine Ordensgelübde ab. Nach seiner theologischen Ausbildung empfing er am 20. September 1986 die Priesterweihe. Er hatte verschiedene Aufgaben innerhalb des Ordens inne, unter anderem in der Novizienausbildung und bei Managementaufgaben. Er war Vikar der italienischen Ordensprovinz seines Ordens und von 1997 bis 2003 Pfarrer in San Floriano di Castelfranco Veneto, Pfarrer an der Basilika St. Agnes vor den Mauern in Rom und schließlich von Santa Maria di Piedigrotta in Neapel.
Am 25. September 2018 wählte ihn das Generalkapitel der lateranensischen Chorherren in Canonica di S. Secondo in Gubbio bei Perugia zum Generalabt mit einer sechsjährigen Amtszeit; er trat die Nachfolge von Giuseppe Cipolloni an. Angelo Kardinal De Donatis, Vikar des Papstes für das Bistum Rom spendete ihm am darauf folgenden 30. November 2018 die Abtsbenediktion.